# Ustawa o ustaleniu i oszacowaniu świadczeń i strat wojennych
Ustawa o ustaleniu i oszacowaniu świadczeń i strat wojennych – ustawa przyjęta przez Sejm Ustawodawczy 10 maja 1919 (Dz.U. z 1919 r. nr 41, poz. 298), weszła w życie w tym samym dniu.
Zgodnie z ustawą państwowemu ustaleniu i oszacowaniu podlegały: straty spowodowane bezpośrednio przez wypadki wojenne w Polsce na majątku obywateli polskich, nie tylko osób fizycznych ale i osób prawnych (art. 2).
Główny Urząd Likwidacyjny otrzymał kompetencję tworzenia w porozumieniu z właściwymi ministerstwami - Komisji Szacunkowych Miejscowych i Komisji Szacunkowych Głównych (art. 6). W każdej Komisji Szacunkowej Miejskiej zasiadał przedstawiciel Ministerstwa Skarbu (art. 11).
Osobom próbującym wyłudzić państwowe świadczenie odszkodowawcze groził areszt do 1 roku oraz grzywna od 100 do 10.000 marek polskich, o ile wykroczenie takie nie podlegało surowszym przepisom kodeksu karnego (art. 26).